# Passiflora nigradenia
Passiflora nigradenia är en passionsblomsväxtart som beskrevs av Henry Hurd Rusby. Passiflora nigradenia ingår i släktet passionsblommor, och familjen passionsblomsväxter. Inga underarter finns listade i Catalogue of Life.